# (30918) 1993 KV2
1993 كي في 2 (ويعرف أيضًا باسم (30918) 1993 كي في 2 وفق تسمية الكوكب الصغير) (بالإنجليزية: 1993 KV2)‏ هو كويكب ضمن حزام الكويكبات؛ وترتيبه 30918 من حيث الاكتشاف.
اكتُشف هذا الجُرم الفلكي بواسطة إيريك والتر إلست في 27 مايو 1993.

## وصلات خارجية
- (30918) 1993 KV2 في قاعدة بيانات مختبر الدفع النفاث لأجرام النظام الشمسي الصغيرة

- الاكتشاف · مخطط المدار ·  العناصر المدارية · المعلمات المادية

- (30918) 1993 KV2 على موقع ويكي سكاي: DSS2, SDSS, GALEX, IRAS, Hydrogen α, X-Ray, Astrophoto, Sky Map, Articles and images